# Live at the Budokan (Chic)
Live at the Budokan è un album dal vivo del gruppo musicale statunitense Chic, pubblicato nel 1996.

## Descrizione
Le registrazioni vennero effettuate il 17 aprile 1996 al Nippon Budokan, impianto situato a Tokyo (Giappone), nell'ambito del riconoscimento come JT Super Producer assegnato al cofondatore degli Chic Nile Rodgers.
La formazione degli Chic durante il concerto vedeva Nile Rodgers alla chitarra, Bernard Edwards al basso, Sylver Logan Sharp, Jill Jones e Christopher Max come voci, Gerardo Velez alle percussioni, Omar Hakim alla batteria, Philippe Saisse e Richard Hilton alle tastiere, Bill Holloman al sax e Mac Gollehon alla tromba.
Al concerto partecipò anche il gruppo delle Sister Sledge, prodotto in alcune occasioni dagi Chic, il chitarrista Slash e il gruppo di ballerini hip hop Shades Of Black, con Horacio Blackwood, Ray Johnson e Ufouma Whiteru.
Live at the Budokan fu l'ultima apparizione di Bernard Edwards, l'altro fondatore degli Chic e bassista del gruppo, deceduto per una polmonite fulminante nella stessa notte del concerto.

## Tracce
1. Bernard Introduction - 1:09
2. Band Introduction - 0:33
3. Le Freak (Edwards, Rodgers) - 5:14
  - con la partecipazione di Slash
4. Dance Dance Dance (Yowsah Yowsah Yowsah) (Intro)  (Edwards, Lehman, Rodgers) - 0:31
5. Dance, Dance, Dance (Yowsah, Yowsah, Yowsah) (Edwards, Lehman, Rodgers) - 7:04
6. I Want Your Love (Edwards, Rodgers) - 6:17
7. Sister Sledge (Intro)  -0:12
8. He's the Greatest Dancer (Edwards, Rodgers) - 4:37
  - con la partecipazione delle Sister Sledge
9. We Are Family (Intro)  - 0:22
10. We Are Family (Edwards, Rodgers) - 10:06
  - con la partecipazione delle Sister Sledge
11. Do That Dance (Oliver, Ramtulla, Rodgers) - 3:24
12. Good Times (Intro)  - 0:15
13. Good Times/Rapper's Delight (Edwards, Rodgers) - 7:12
14. Stone Free (Intro)  -0:21
15. Stone Free (Jimi Hendrix) - 4:22
  - con la partecipazione di Steve Winwood e Slash
16. Chic Cheer (Edwards, Rodgers) - 14:20
17. Backstage - 0:23
18. Bernard #2 - 0:31